# پیمان (فیلم ۱۳۹۰)
پیمان فیلمی به کارگردانی  و نویسندگی مجید فهیم خواه ساختهٔ سال ۱۳۹۰ است.

## خلاصه داستان
پیمان توسط دوستش با دختری آشنا می‌شود و تصمیم می‌گیرد با او ازدواج کند اما دختر پس از مدتی ناپدید می‌شود و پیمان درگیر این ماجرا

## بازیگران
| بازیگر              | نقش         |
| ------------------- | ----------- |
| محمدرضا فروتن       | پیمان       |
| سپیده خداوردی       | پگاه        |
| پانته آ بقایی       | مهسا        |
| پیام اینالویی       | برادر مهسا  |
| مهتاب حقیقی         | خواهر پیمان |
| شیرین شریفی نیا     | لاله        |
| زهرا جعفرزاده       | مادر لاله   |
| شهین کوچک کرمانشاهی | مادر مهسا   |